# 藤あけみ
藤 あけみ（ふじ あけみ 、1941年12月18日 - ）は、鹿児島県出身の女優。身長155cm、体重48kg。以前は新演劇人クラブ・マールイ、シェイクスピア・シアター、プロダクション・タンクに所属していた。

## 出演作品

### 映画
- あゝ野麦峠（1979年）
- 映画女優（1987年）
- あげまん（1990年） - 芸者 役
- 咬みつきたい（1991年）
- ジェームス山の李蘭（1992年）
- 虹の岬（1993年）
- 帰って来た木枯し紋次郎（1993年） - 母親 役
- スーパーの女（1996年） - 鮮魚部の店員 役
- 八つ墓村（1996年）
- CHAKA チャカ2（1999年）
- 秘密（1999年）
- 赤い橋の下のぬるい水（2001年） - 奈保子 役
- 海は見ていた（2002年） - 葦の屋の飯炊き女 役
- 山桜（2008年）
- クローンは故郷をめざす（2009年）
- 人の砂漠 おばあさんが死んだ（2010年）
- FLOWERS -フラワーズ-（2010年）
- おとなしい日本人（2011年）※オムニバス作品

### テレビドラマ
NHK
- ポーツマスの旗 第一部「戦争と平和」〜第三部「武器なき戦い」（1981年）
- さわやか3組（1987年 - 2009年）※出演年度は不明
- 五右衛門（1994年）
- 武蔵 MUSASHI（2003年）

日本テレビ
- 九門法律相談所5 飛べない小鳥たち 〜ホステス殺人に絡んだ三組の親と子の不思議〜（1996年）
- 火曜サスペンス劇場「どうぞ安らかに」（2001年）

TBS
- 若君日本晴れ（1958年）
- ヒマラヤ天兵 第26話（1960年）
- 骨肉の家（1983年）
- 天使のように生きてみたい（1992年）
- 向田邦子新春シリーズ「響子」（1996年）
- 理想の上司 第6話「さよなら青春」（1997年）
- 愛されなかった女（1998年）
- 阪神淡路大震災10年 悲しみを勇気にかえて（2005年）

フジテレビ
- 愛の流星（1999年）
- 傷だらけのラブソング 第11話（最終回）「ラストコンサート」（2001年）
- スペシャルドラマ・「美ら海からの年賀状」（2007年）

テレビ朝日
- メタルヒーローシリーズ
  - ビーファイターカブト 第30話「輝けゲンジ大地の力」（1996年） - 老女 役
  - ビーロボ カブタック 第20話「仲間割れ真剣勝負!!」（1997年） - 横断歩道の老婆 役

テレビ東京
- テレビ東京開局45周年記念ドラマスペシャル・白旗の少女（2009年）

WOWOW
- ネオ・ウルトラQ 第2話「洗濯の日」（2013年） - 大山シズエ 役

### バラエティー番組
- 知るを楽しむ 歴史に好奇心「拝見・武士の家計簿」（2007年）

### 舞台
- スガナレル
- 遠い雷鳴
- 山梨小淵沢山荘

### CM
- シントク

### オリジナルビデオ
- 〜禁断の性〜 友達の母 14（2004年）

### プロモーションビデオ
- オーナー研修用ビデオ
- 銀行防犯
- 更年期
- 東京都生涯スポーツクラブ